# Surinam
Surinam, plným názvem Surinamská republika (nizozemsky Republiek Suriname), je přímořský stát v Jižní Americe při pobřeží Atlantského oceánu. Jeho sousedy jsou Brazílie, Francouzská Guyana a Guyana. Téměř polovina obyvatelstva země žije v hlavním městě Paramaribu. Převážnou část vnitrozemí vyplňují pralesy a savany. Jde o nejmenší suverénní stát v Jižní Americe.
Surinam vede hraniční spory s Francouzskou Guyanou (území na pravém břehu horního toku řeky Maroni) i Guyanou (region Tigri), která požaduje vyřešení sporu o námořní hranici v pobřežních vodách.

## Historie

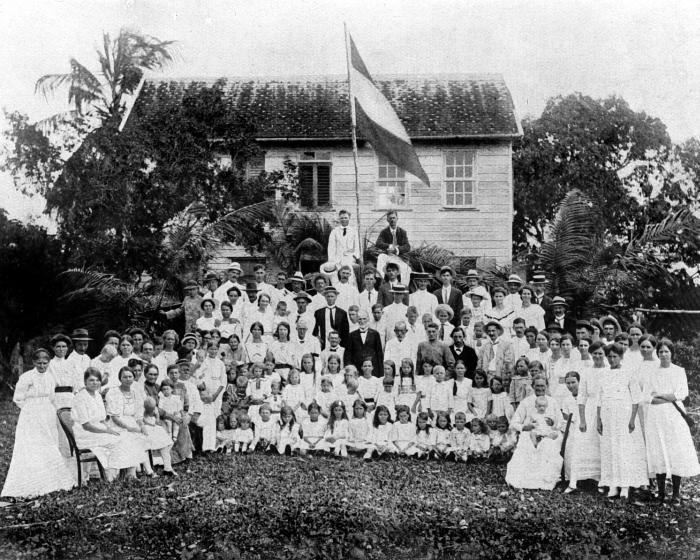
Nizozemští osadníci, 1920. Většina Evropanů zemi opustila po vyhlášení nezávislosti v roce 1975.

### Původní osídlení
Území dnešního Surinamu jako první osídlil kmen Surinů, který se zde ve 3. tisíciletí př. n. l. přesunul z levého břehu Amazonky. Členové kmene guyanskou oblast nazývali Surina nebo Suliname, od čehož je také odvozen dnešní název této jihoamerické země. Podle archeologických nálezů se zjistilo, že dokázali zhotovovat kamenné nástroje jako sekyry, kladiva či dokonce meče. Mezi další pozoruhodné nálezy patří pohřebiště; Surinové dospělé jedince pohřbívali v mohutných nádobách, kde zesnulí spočívali v pozici podřepu. Spolu s nimi velmi často pohřbívali i různé předměty, nejčastěji zbraně a ozdobné šperky, které podle hlubších výzkumů měly náboženský charakter. V některých z hrobů se našly přívěšky, velmi pravděpodobně jakési talismany, z tyrkysového kamene – amazonitu, které jsou spojovány s kultem plodnosti. Krátce před příchodem kolonistů ke konci 15. století byli Surinové vytlačeni a zmasakrováni kmenem Karibů.
S Kariby do Guyanské vysočiny přišel rovněž další kmen – kočovní Aravakové živící se především rybolovem. Z toho důvodu se pohybovali hlavně podél pobřeží, výjimečně i ve vnitrozemí, avšak jejich způsob zemědělství rychle znekvalitňoval půdu, tudíž se museli neustále přesouvat. Během přesunů Aravakové naráželi na původní obyvatelstvo, které přijímali za své, což vedlo k masivnímu šíření aravacké kultury po celém severním pobřeží Jižní Ameriky. Naopak mírumilovný postup byl zcela cizí Karibům, kteří cizí kmeny vyháněli, či úplně vyhlazovali. Na ukořistěných územích poté lpěli na striktním dodržování svých tradic a porušení těchto hodnot tvrdě trestali. Mezi oběma kmeny docházelo ke střetům.
Ve vnitrozemském deštném pralese žily menší skupiny dalších domorodců, kupříkladu Akuriové, Trióvé, Warrauové či Wayanové.

### Příchod Evropanů a koloniální období
V roce 1499 přistála u pobřeží španělská výprava Alonsa de Hojedy, který surinamské, tehdy guyanské, území prohlásil za bezvýznamné. Podle smlouvy z Tordesillas Guyana připadla pod španělskou sféru vlivu. Španělské úřady byly zdrženlivé a pro její osidlování nevydávaly tzv. povolenky až do roku 1531; k žádnému výraznému založení osad ze španělské strany tedy nedošlo. Naopak z jihu dnešní Brazílie se do oblasti Surinamu postupně posouvali portugalští osadníci, jejichž přítomnost pomohla Surinam vůbec poprvé v historii zmapovat; světlo světa portugalská mapa spatřila roku 1529 a zobrazovala surinamské pobřeží společně s vyústěními velkých řek. Ke konci 16. století již bylo téměř nemožné rozlišit přesnou hranici mezi španělskou a portugalskou sférou vlivu, avšak ani jedna strana se v oblasti trvale neusadila.
Počátky nizozemských výprav do Surinamu se datují do 16. století, kdy se o nich dochovala pouze jediná zpráva, která říká, že byli španělskými osadníky vřele vítáni, přestože tehdejší nizozemské provincie vedly se Španělskem válku o nezávislost. Nizozemci se mimo jiné angažovali i v Karibiku, kde se zaměřovali na privatýrství, nicméně podél surinamského pobřeží vznikaly snahy k trvalému osídlení oblasti, a proto pozdější výpravy nizozemských námořníků započaly s budováním několika obchodních stanic a pevností u řeky Essequibo. Další stavby vyrostly na řekách Cayenne, Wiapocco a také Surinamerivier na níž ležela indiánská vesnice Parmurbo, ze které později vznikla koloniální osada a dnes hlavní město Surinamu – Paramaribo, kde Nizozemci založili také svoji první faktorii na jihoamerickém světadílu. Od té doby už bylo běžným jevem spatřit nizozemskou loď u guyanského pobřeží, ale zpočátku jeho osidlování neprobíhalo nijak intenzivně z důvodu příměří v osmdesátileté válce se Španěly.
Nizozemci rovněž podnikali rozsáhlé expedice s cílem lépe osídlit surinamské vnitrozemí. Nejlépe zdokumentovaná a nejúspěšnější z nich byla expedice pod vedením Aerta Groenewegena, se kterým se vydala podél řeky Essequibo a došla až k opuštěné portugalské pevnosti; tu obsadili a dali ji jméno Kijkoveral (česky doslova Vidím všude kolem). Nizozemská osada na řece prosperovala a Groenewegen se ukázal být schopným vůdcem, především kvůli tomu, že si získával přízeň domorodců, kteří mu slíbili svoji věrnost a stal se tak „lokálním vládcem“ místních kmenů. Výpravy Nizozemců do vnitrozemí také přispěly, podobně jako Portugalci, do oboru kartografie a území Surinamu velmi detailně mapovali. Je také nutné zmínit, že nizozemské zakládání osad směrem do vnitrozemí bylo celou dobu doprovázeno všelijakými neduhy, ať už odporem Španělů, Portugalců, původních obyvatel či nemocemi typickými pro tropický kontinent, jako například malárie.
Do roku 1667 bylo území pod správou Britů. V roce 1667 učinili Britové s Nizozemci výměnný obchod. Vyměnili Surinam za území na východním pobřeží Severní Ameriky, kde se rozkládala nizozemská osada Nieuw Amsterdam. Dnes je tato původně nizozemská osada jedním z největších amerických měst – New York. Surinam byl začleněn k okolním nizozemským koloniím na území dnešního státu Guayana pod souhrnným názvem Nizozemská Guyana.
Od roku 1682 začala nizozemská Západoindická společnost přivážet do Surinamu otroky z Afriky. Otroci pracovali na plantážích, pěstovali čaj a kávu. Mnozí otroci utekli do buše, kde vytvořili komunity a jejich potomci jsou dnes známí jako „černoši z buše“. V roce 1683 byla založena rodinou guvernéra Van Aerssen van Sommelsdijck společnost Society of Suriname a Sjednocená východoindická společnost. Společnost byla pověřena správou a obranou kolonie. Plantáže v kolonii silně spoléhaly na africké otroky, aby pěstovali, sklízeli a zpracovávali plodiny kávy, kakaa, cukrové třtiny a bavlněné plantáže podél řek.
V listopadu 1795 byla společnost znárodněna Batávskou republikou a od té doby Batávská republika a její právní nástupci (Nizozemské království) spravovali území jako národní kolonie, což vylučovalo období britské okupace mezi lety 1799 až 1802 a mezi 1804 až 1816.
S pomocí jihoamerických domorodců žijících v přilehlých deštných pralesích tito uprchlí otroci vytvořili novou a jedinečnou kulturu, která byla sama o sobě velmi úspěšná. Kolektivně byli známí jako Maroni, ve francouzštině jako Nèg'Marrons (doslovně „hnědí černoši“), a v nizozemštině jako Marrons. Maroni postupně vyvinuli několik nezávislých kmenů procesem etnogeneze, protože byly tvořeny otroky různých afrických etnik. Mezi tyto kmeny patří např. Saramakové, Paramakové, Kwintiové nebo Aukanové.
Maroni často přepadávali plantáže, aby najali nové členy z otroků a zajali ženy, získali zbraně, jídlo a zásoby. Během náletů někdy zabili pěstitele a jejich rodiny. Kolonisté stavěli obranu, které byly tak důležité, že byly zobrazeny na mapách z 18. století, ale nebyly dostačující.
Kolonisté také vedli ozbrojené kampaně proti Maronům, kteří obvykle pronikli deštným pralesem, který znali mnohem lépe než kolonisté. Aby bylo ukončeno nepřátelství, podepsaly evropské koloniální úřady v 18. století několik mírových smluv s různými kmeny. Udělili maronským suverénním statusům a obchodním právům na jejich vnitrozemských územích, což jim dávalo samostatnost.

### Zrušení otroctví
Po zrušení otroctví v roce 1863 začali Nizozemci vozit námezdní síly z Indie, Číny a Jávy. Tím už tak velká pestrost obyvatel ještě stoupla.

### Dvacáté století
V průběhu druhé světové války bylo pevninské Nizozemsko obsazeno německými vojsky a v Surinamu invaze Osy nezůstala bez následků; nizozemská vláda téměř okamžitě všechny Němce, kteří v oblasti působili především jako evangeličtí misionáři, deportovala do táboru Copieweg. Stejný postup byl uplatňován i v nizozemských državách v Asii, kde došlo k zadržení tisíců osob různého původu, včetně československého. Ze všech zadržených Nizozemci obvinili necelé dvě stovky z kolaborace s nacisty a byli převezeni přes Pacifik do surinamského internačního tábora.
V Surinamu panovala během války s židovským obyvatelstvem obrovská vlna solidarity. Ve svatostáncích všech náboženství včetně mešit za ně probíhaly neustálé modlitby a Surinamci žádali, aby židům po celé Evropě byl v jejich zemi uznán azyl. Proti tomu se však stavěl někdejší guvernér kolonie Johannes Kielstra a nakonec tak jedinými, kdo azyl získal, byli židé nizozemského původu, kteří uprchli přes Portugalsko; dorazilo jich na dvě stě osob.
Po vstupu Spojených států do války nizozemští diplomati ze strachu z německé invaze do zámořských držav požadovali, aby je americká armáda obsadila. Stalo se tak v únoru 1942, kdy zde až do konce války Američané střežili bauxitové doly. Mezi hrstkou obyvatel se objevoval nesouhlas s americkou přítomností, což Nizozemci řešili uvězněním a předvedením před vojenský soud. Jakmile byla válka u konce, americká armáda se stáhla a moci se chopily opět nizozemské úřady.
Roku 1954 získal Surinam statut zámořské autonomie a 25. listopadu 1975 byla vyhlášena nezávislost pod jménem Surinamská republika. Hned po vyhlášení začaly etnické nepokoje. Byla svržena civilní vláda a moci se chopila armáda. Byla zastavena humanitární pomoc, hospodářství zkolabovalo a „černoši z buše“ začali ozbrojený boj za ovládnutí země. V roce 1988 přešla moc do rukou civilistů. Vláda uzavřela mír s „černochy z buše“. Od roku 1990 se země začíná rozvíjet a ekonomika je stále méně závislá na pomoci Nizozemců.

## Státní symboly

### Vlajka
Surinamská vlajka je tvořena pěti vodorovnými pruhy – zeleným, bílým, červeným, bílým a zeleným (v poměru šířek 2:1:4:1:2). Uprostřed červeného pruhu je žlutá pěticípá hvězda o průměru rovném 2/5 šířky listu.

### Znak
Surinamský státní znak je tvořen polceným, oválným štítem, v jehož (heraldicky) pravé, modré polovině je zobrazena na třech stříbrných vlnách plující, zlatá plachetnice s třemi plachtami a na stěžni s vlající vlajkou s fáborem. V levé, stříbrné polovině, vyrůstá ze zeleného trávníku zelená palma královská. Srdeční štítek je ve tvaru zeleného kosočtverce se žlutou, pěticípou hvězdou. Štítonoši jsou dva Indiáni s bederními rouškami, čelenkami a s červenými luky v rukou. Na zádech mají hnědý, zádový toulec s červeným popruhem s šípy s červenými křidélky. Indiáni stojí na červené stuze s černým, latinským heslem JUSTITIA • PIETAS • FIDES (česky Spravedlnost, zbožnost, víra).

### Hymna
Surinamská hymna je píseň God zij met ons Suriname (česky Bůh je s naším Surinamem), také známá jako Opo kondreman. Hudbu složil Johannes Corstianus de Puy. Text napsal Cornelis Atses Hoekstra společně s Henrym de Zielem.

## Geografie

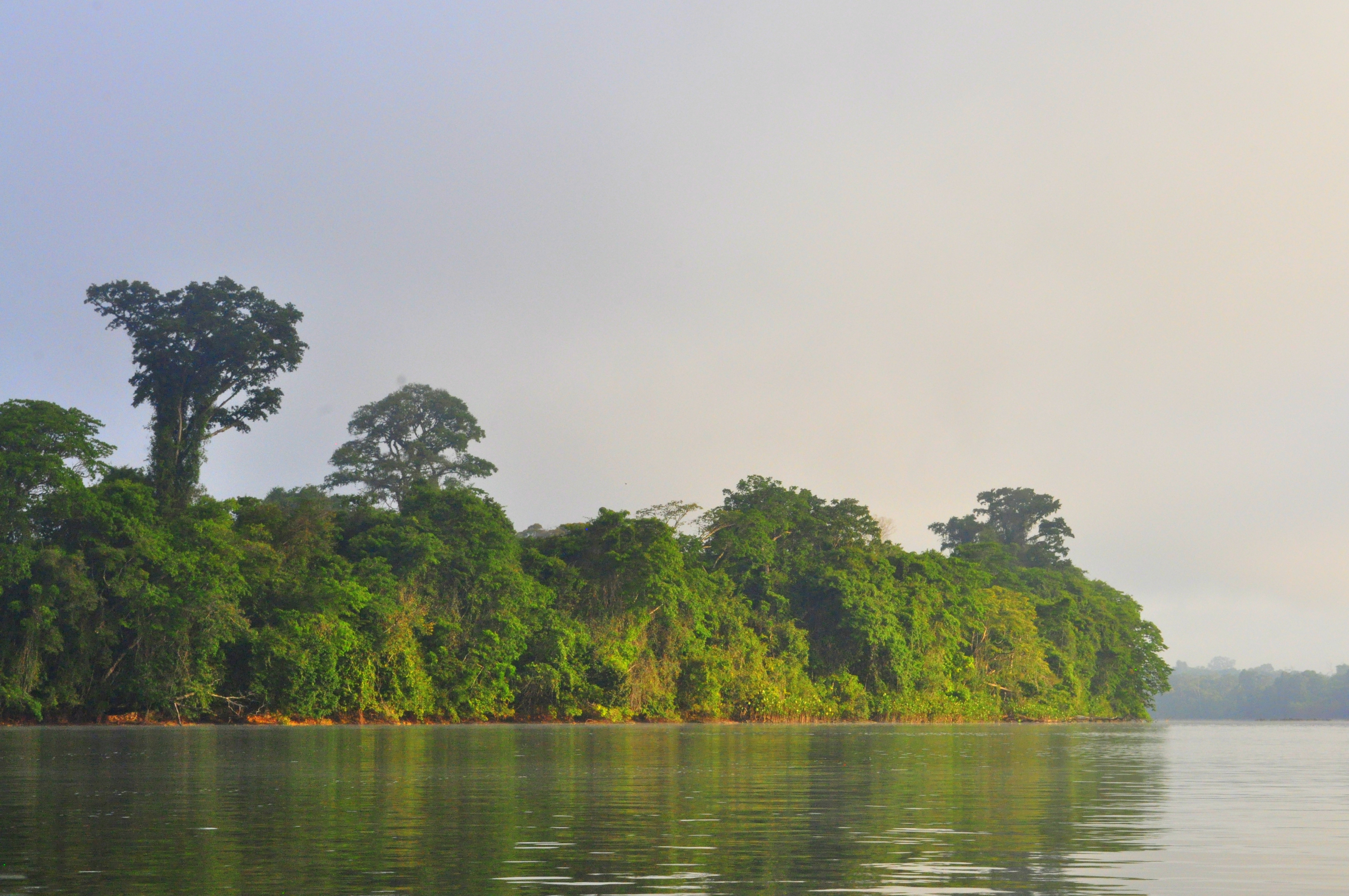
Řeka Marowijne protékající Francouzskou Guyannou a Surinamem

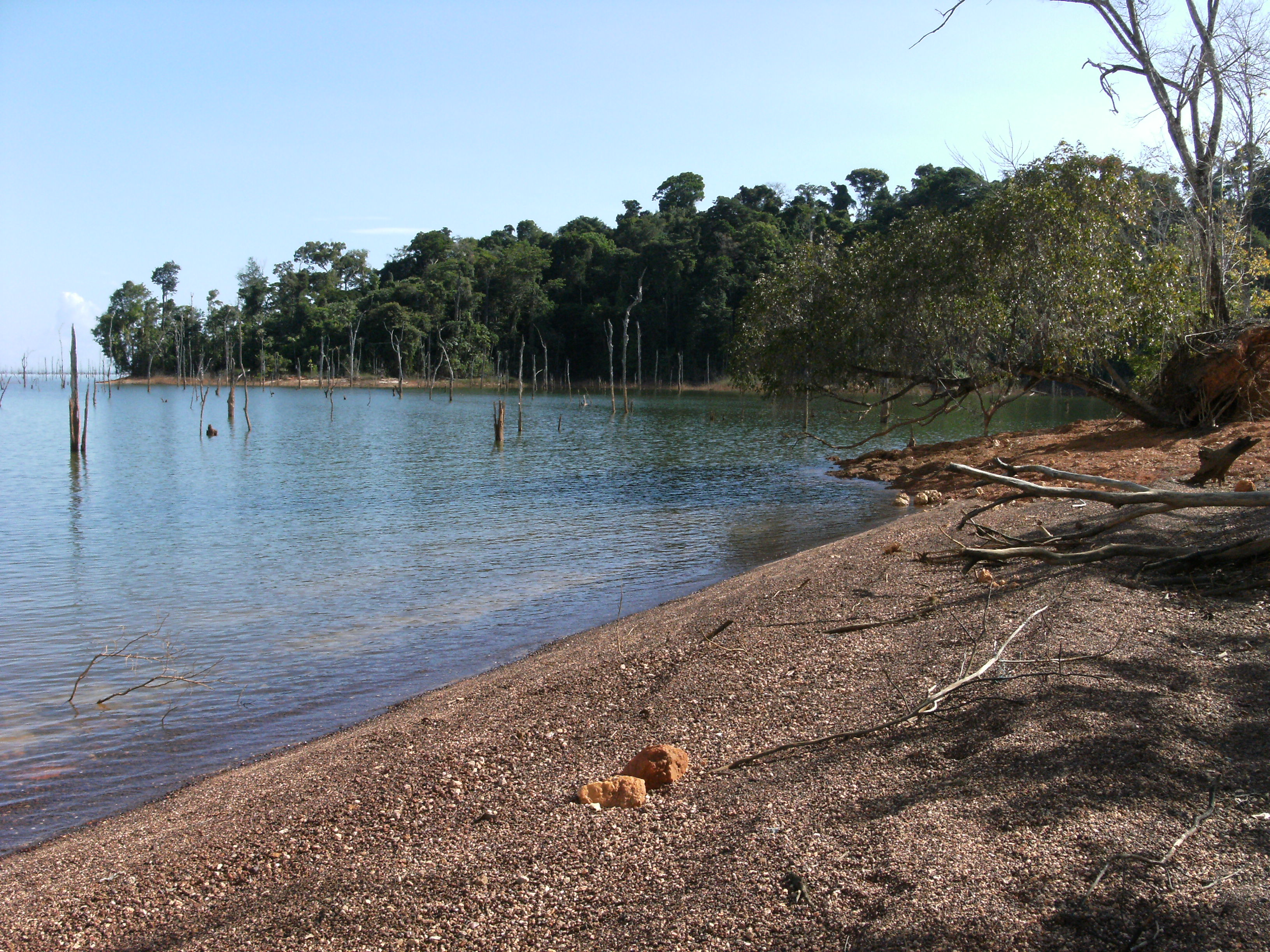
Nádrž Brokopondo zásobuje hlavní město Paramaribo elektřinou

Surinam je nejmenším nezávislým státem jihoamerického kontinentu nacházející se na jeho severním pobřeží, kde jej omývá Atlantský oceán. Při pobřeží se rozprostírá nížina, na níž se soustředí nejvíce obyvatel; jihu naopak dominuje deštnými lesy pokrytá Guyanská vysočina, jejíž nejvyšší vrcholky přesahují 1000 m nadmořské výšky. V deštných lesích se ukrývá tropická flóra čítající přes pět tisíc druhů rostlin. Na brazilsko-surinamských hranicích jsou savany, které jsou velmi řídce obydlené a většinu zdejších tvoří chovatelé skotu a drůbeže. Podél stokilometrového pobřežního pásu se pěstuje cukrová třtina, rýže a tropické plody, především banány, citrusy a kokosové ořechy. Podél stokilometrového pobřeží převládá zemědělství, kde se na rozlehlých plantážích pěstují především banány a citrusové plody. V menší míře rýže a kokosové ořechy.
Povrch Surinamu je pokryt celou řadou vodních toků; řeky zde oplývají množstvím vodopádů i peřejí a mají tak dostatek vody po celý rok. Nejvýznamnější jsou Corantijn, která tvoří přirozenou hranici na západě země a řeka Marowijne, jež naopak ohraničuje prostor s Francouzskou Guyannou. Významnou řekou je také Surinamerivier, na které byla v letech 1961 až 1965 vystavěna velká přehradní nádrž Brokopondo. Většina surinamských řek teče směrem od jihu na sever, kde potom ústí do Atlantiku. Z toho důvodu je se téměř nemožné plynule dopravit ze západu země na východ a opačně. Říční síť je tedy velmi chabá.
Tropické rovníkové klima má průměrné roční teploty mezi 25,5 °C až 28 °C. Paramaribo má roční průměr 26,5 °C. Průměrné roční úhrny srážek jsou od 2 000 mm do 3 500 mm, Paramaribo 2 300 mm.
Na území Surinamu se nachází celkem jedenáct chráněných území – největší z nich je přírodní rezervace Centrální Surinam, která zabírá více než 10 % rozlohy státu. Společně všechny chráněné oblasti tvoří plochu velkou asi jako Česká republika. Biodiverzita v chráněných oblastech je ohrožována zejména těžbou bauxitu, deforestací, nadměrným rybolovem a pytláctvím.

Co se fauny týče, je Surinam velmi pestrý, a to především díky rozmanitosti zdejších oblastí. Kupříkladu pobřežní nížiny mohou mít charakter bahenních břehů či písečných pláží, ve kterých nachází útočiště určité druhy želv, které zde kladou svá vajíčka. Jako příklad lze uvést největší želvu na světe – kožatku velkou (Dermochelys coriacea). Na jiných místech jsou pobřeží tvořeny mangrovy a lagunami, kde je možné spatřit brodivého ptáka ibise rudého (Eudocimus ruber) či volavku bílou (Ardea alba). Ve větvích mangrovů si staví hnízda amazoňan oranžovokřídlý (Amazona amazonica). Za mangrovovými lesy se nacházejí sladké i brakické vodní laguny („pánve“), ve kterých je možné zahlédnout ohroženého sladkovodního delfína brazilského (Sotalia fluviatilis). Vnitrozemské oblasti jsou typické pro rozličné druhy opic, třeba chvostana bělolícího (Pithecia pithecia), řadu kočkovitých šelem a některé endemické druhy, jako pralesnička azurová (Dendrobates tinctorius).

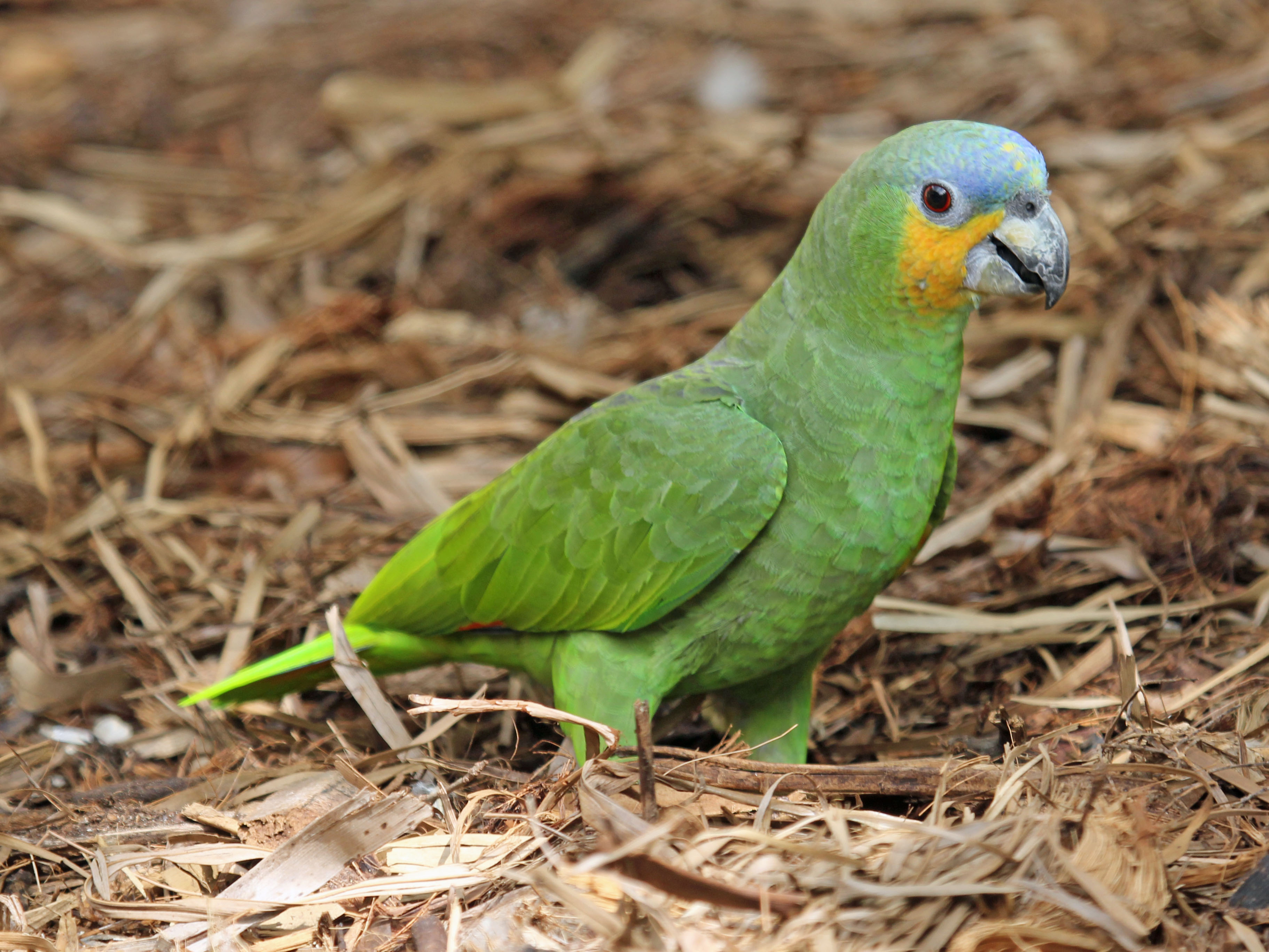
amazona amazonica
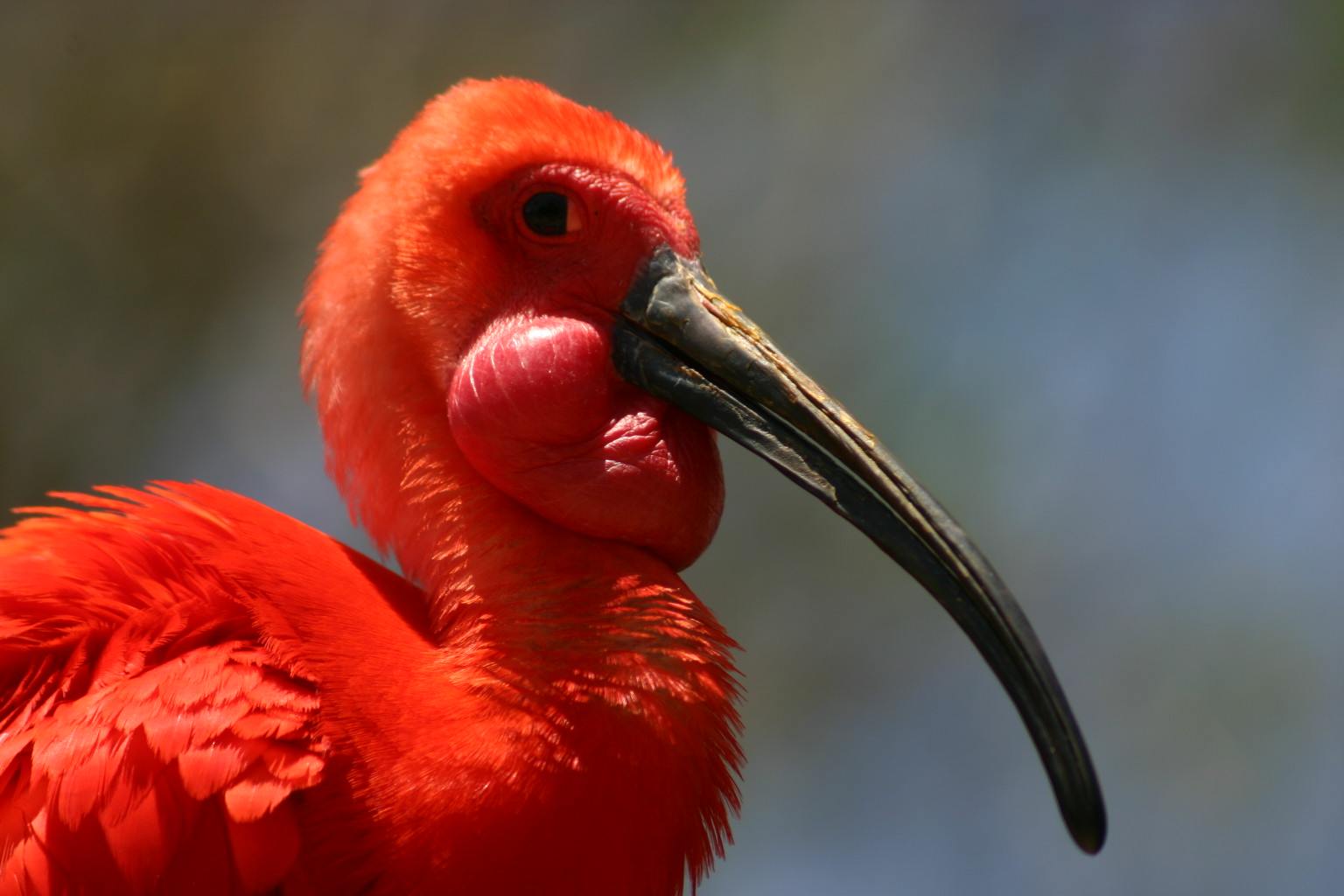
eudocimus ruber
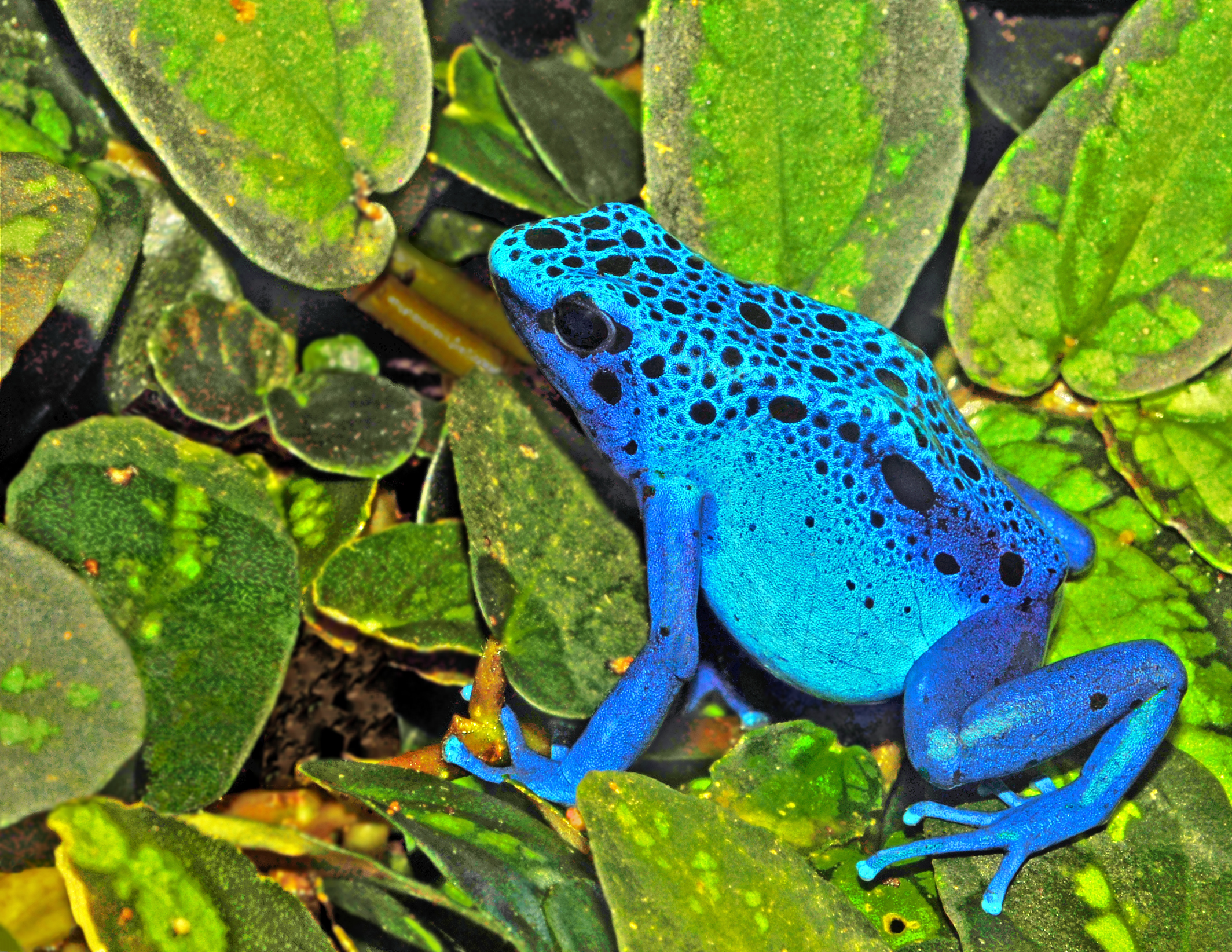
dendrobates tinctorius
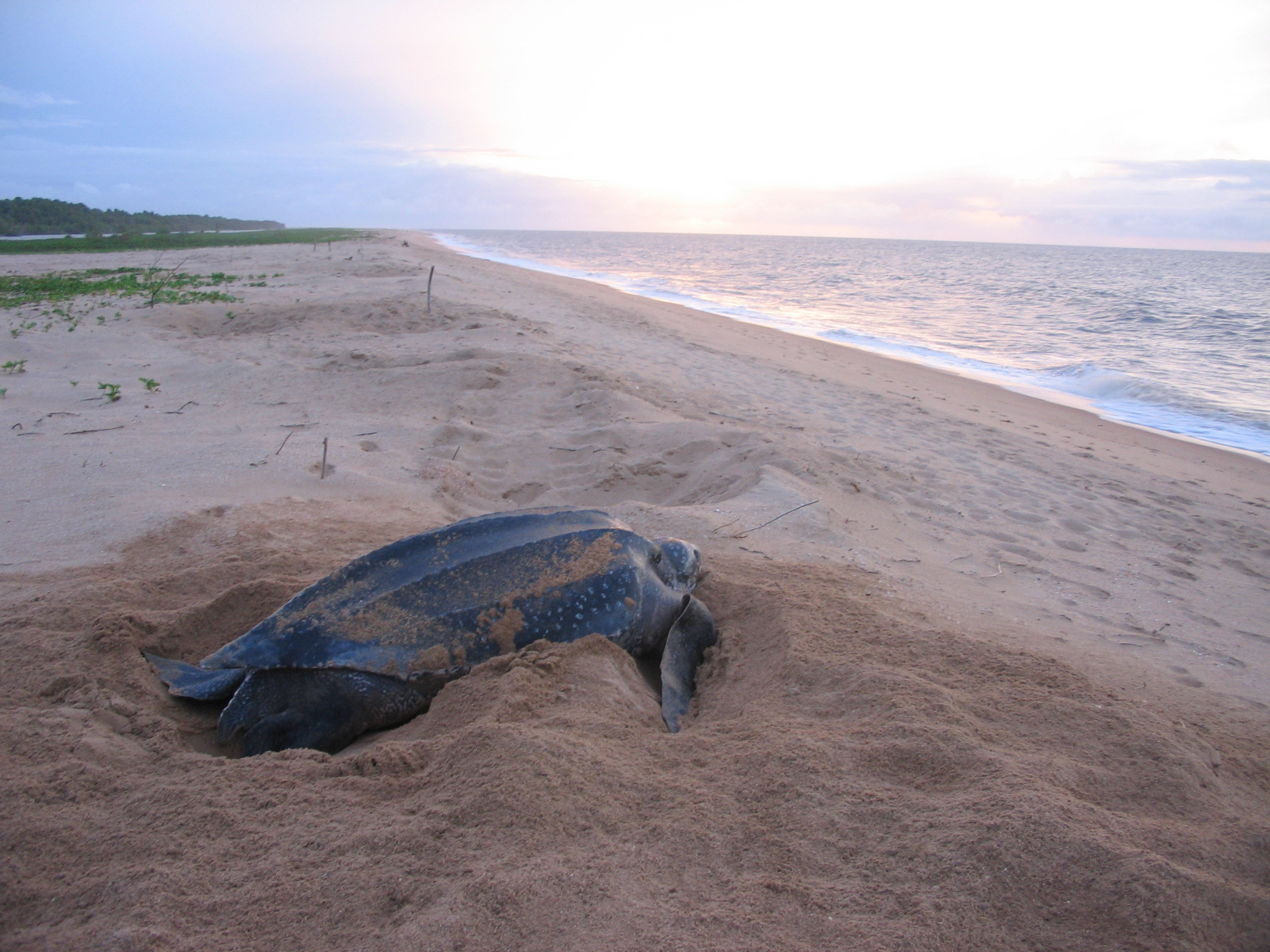
dermochelys coriacea
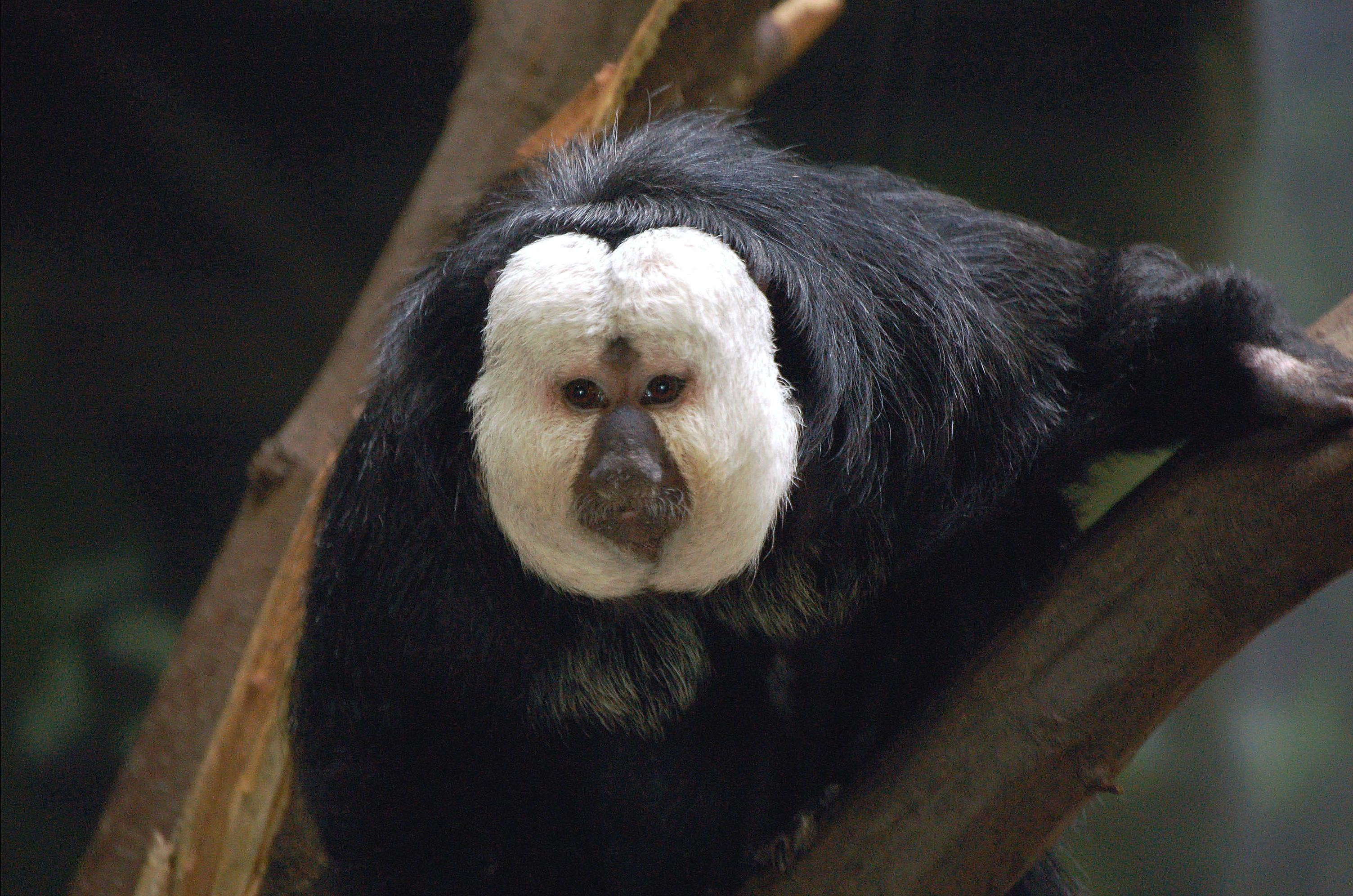
pithecia pithecia

## Administrativní členění
Surinam se dělí na 10 distriktů (nizozemsky Districten, volným českým překladem okresů), které byly zavedeny v roce 1985. Zvláštní statut má hlavní město Paramaribo, které je nezávislým okresem a skládá se z 12 městských částí.
| Číslo na mapě | Okres      | Hlavní město    | Rozloha (km²) | Rozloha (%) | Počet obyvatel (rok 2012) | Počet obyvatel (%) | Hustota zalidnění (obyv./km²) | ISO 3166-2:SR |
| ------------- | ---------- | --------------- | ------------- | ----------- | ------------------------- | ------------------ | ----------------------------- | ------------- |
| 1             | Brokopondo | Brokopondo      | 7 364         | 4,5         | 15 909                    | 2,9                | 2,2                           | SR-BR         |
| 2             | Commewijne | Nieuw-Amsterdam | 2 353         | 1,4         | 31 420                    | 5,8                | 13,4                          | SR-CM         |
| 3             | Coronie    | Totness         | 3 902         | 2,4         | 3 391                     | 0,6                | 0,9                           | SR-CR         |
| 4             | Marowijne  | Albina          | 4 627         | 2,8         | 18 294                    | 3,4                | 4,0                           | SR-MA         |
| 5             | Nickerie   | Nieuw-Nickerie  | 5 353         | 3,3         | 34 233                    | 6,3                | 6,4                           | SR-NI         |
| 6             | Para       | Onwerwacht      | 5 393         | 3,3         | 24 700                    | 4,6                | 4,6                           | SR-PR         |
| 7             | Paramaribo | Paramaribo      | 182           | 0,1         | 240 924                   | 44,5               | 1323,8                        | SR-PM         |
| 8             | Saramacca  | Groningen       | 3 636         | 2,2         | 17 480                    | 3,2                | 4,8                           | SR-SA         |
| 9             | Sipaliwini | žádné           | 130 567       | 79,7        | 37 065                    | 6,8                | 0,3                           | SR-SI         |
| 10            | Wanica     | Lelydorp        | 443           | 0,3         | 118 222                   | 21,8               | 266,9                         | SR-WA         |
|               | Surinam    | Paramaribo      | 163 820       | 100         | 541 638                   | 100                | 3,3                           |               |

## Ekonomika

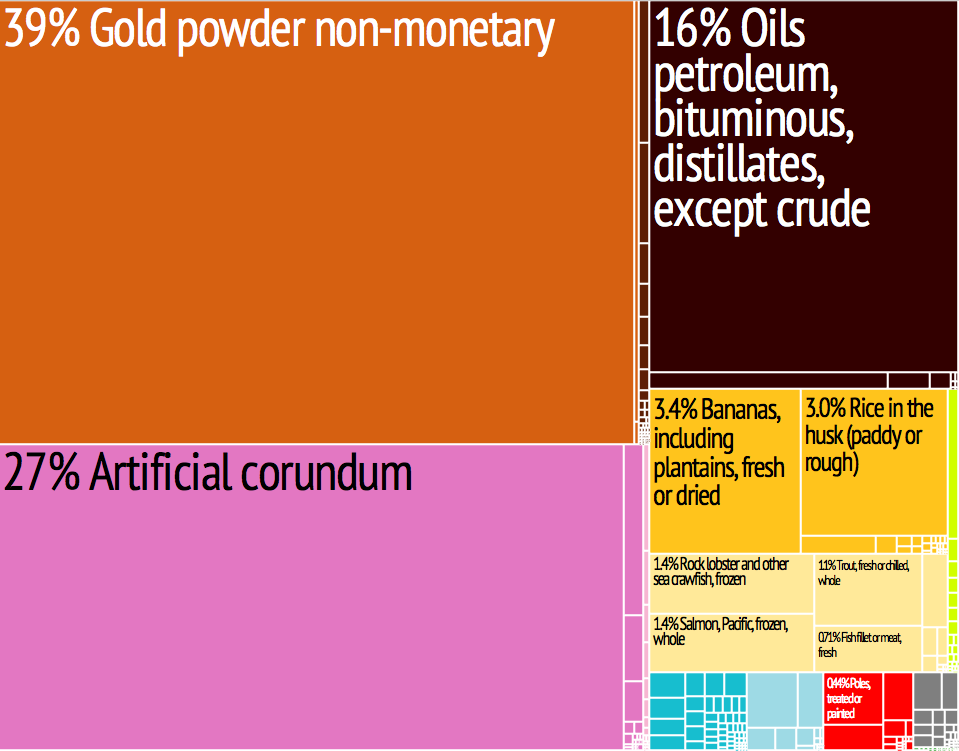
Vývoz v roce 2012

Surinam je rozvojová země, jejíž ekonomika ještě před novým miléniem žila především ze zemědělství, nicméně v současnosti se orientuje na těžbu nerostných surovin. Tou nejvýznamnější je bauxit, jehož ložiska se nacházejí na východě země a ze kterého se přímo v Surinamu vyrábí hliník. Země má jedny z největších zásob bauxitové rudy na světě a výnosem z těžby bauxitu surinamská vláda v posledních deseti letech rozvíjela svojí infrastrukturu, jako železnice či vodní elektrárny; jenom samotná hlavní vodní elektrárna ležící na řece Surinamerivier produkuje 75 % energie pro celou zemi. Další významnou surovinou je ropa, jejíž těžba začala být rozvíjena především až v první dekádě 21. století a v roce 2014 zaujala druhou příčku exportních komodit za bauxitem. K roku 2016 těžba ropy činila 16 400 barelů denně, což významně přispělo k růstu surinamské životní úrovně. Z drahých kovů se v surinamském okresu Brokopondo těží zlato a jeho produkce v roce 2016 představovala 4 400 000 uncí. V omezené míře se těží lesy, které pokrývají většinu surinamského území, konkrétně 95 %, což je nejvíce na světě.
Zemědělské produkci dominuje pěstování rýže, třtinového cukru, banánů, citrusových plodů a kokosových ořechů. V menší míře potom káva a palmový olej. Obdělává se půda v pásmu do 100 km od mořského pobřeží. Odvětvím, které v Surinamu vykazuje růst je rybolov, jenž v roce 1980 činil hlavní zdroj obživy pro 2100 pracujících; k roku 2017 tomu bylo už 4888, co že je asi 0,9 % všech obyvatel země. Ke stejnému roku se produkce v rybolovném průmyslu pohybovala kolem 47 000 tun, z čehož největší podíl tvořily různé druhy krevet. Rybolov probíhá hlavně při pobřeží v hloubkách 18 metrů a jeho hlavním střediskem je Paramaribo, kde také sídlí většina závodů na zpracování ryb; nejčastěji se zde mrazí krevety a následně exportují. Ve vnitrozemí rybolov tvoří zanedbatelnou část a jeho produkce se odhaduje na 800 tun, kterým dominoval hlavně lov sumců a piraň.
Zemí, do které Surinam své produkty nejvíce exportoval, bylo k roku 2016 Švýcarsko (28,3 %), přičemž dominoval obchod s drahými kameny a kovy. Jako další následovaly Spojené arabské emiráty (27,1 %), Belgie (9,1 %), Guyana (9 %), Spojené státy americké (4,7 %) a ostrovní stát Trinidad a Tobago (4,5 %).
K 1. prosinci 2020 se odhadovalo, že se surinamská ekonomika sníží o 13,1 % z důvodu pandemie covidu-19.

## Obyvatelstvo

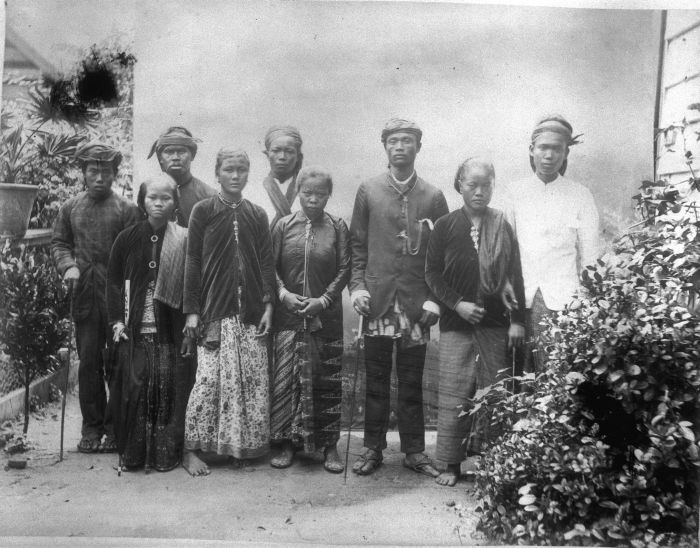
Javánští uprchlíci v Surinamu najmutí jako pracovní síla v 19. století

Někdejší surinamská vlajka reprezentující pestré etnické složení
Evropané
Kreolové
Indiáni
Hindustánci
Číňané

K roku 2013 sčítal Surinam celkem 566 846 obyvatel. Surinamská populace je etnicky i nábožensky velmi různorodá a žádná demografická skupina netvoří většinu. Důvodem pestrého složení obyvatelstva je dědictví nizozemské nadvlády, která do Surinamu dovážela pracovní sílu z celého světa; dobrovolně, či nedobrovolně. Dramatické změny na obyvatelstvu se projevily především v průběhu 19. století, kdy pracovní migrace byla v plném proudu.
Podle surinamského sčítání lidu v roce 2012 tvoří nejpočetnější skupinu tzv. Hindustánci, pod kterými se chápou obyvatelé původně žijící v Indii a Pákistánu, z nichž někteří dodnes hovoří hindustánštinou, tedy nespisovným nářečím hindštiny. Jejich výraznější příliv Surinam zažil poměrně nedávno, a to v 60. letech 20. století, kdy se mnozí z nich do země stěhovali za rodinou a prací. Celkem se tak počet hindustánské komunity vyšplhal na 148 000 obyvatel, 27 % surinamské populace, a vytlačil tak z první příčky Kreoly, kteří dnes tvoří 16 %, čímž se umisťují na třetím místě v počtu populace. Kreolský původ má v Surinamu jiný význam, než je tomu v Latinské Americe, kde se jako criollo označuje Evropan narozený na americké půdě, naopak Surinamci kreoly vnímají jako potomky černošských Afričanů. Podobně jako Hindustánci prošli výrazným populačním nárůstem i Javánci, původně obyvatelé Indonésie, jejichž počet představuje 14 % společnosti. Populační „boom“ zaznamenalo i africké obyvatelstvo – Maroni, kteří se v Surinamu někdy označují jako tzv. černoši z buše či bush negroes (nepejorativně). V 60. letech 20. století Maroni čítali na 30 000 příslušníků, nicméně k roku 2012 se k maronské národnosti přihlásilo 118 000 osob a tvoří tak po Hindustáncích druhou nejpočetnější komunitu. Méně početné je původní obyvatelstvo, které tvoří necelých 8 %, kde spadají hlavně potomci Aravaků a Karibů. Jednotky procent potom tvoří Číňané s 2,7 % a Nizozemci s 1,3 %, jejichž populace po roku 1975, kdy se Surinam stal nezávislým, masivně emigrovala do Nizozemska. Podle nizozemských úřadů tehdy Surinam opustilo přes 40 000 Nizozemců. Téměř polovina populace se soustředí v hlavním městě Paramaribu.
Pestrost surinamského obyvatelstva byla během let 1959 až 1975 vyobrazena na státní vlajce. Na bílém pozadí se zobrazovalo pět různobarevných hvězd – bílá, černá, červená, hnědá a žlutá, které byly společně propojeny černým oválem. Každá z hvězd symbolizovala některou z komunit.

### Náboženství
Náboženství v Surinamu je de facto odrazem svého obyvatelstva; je tedy velmi rozmanité. Navíc surinamská vláda tuto náboženskou rozmanitost velmi aktivně podporuje a žádné z náboženství není upřednostňováno. Z dob nizozemské kolonizace převládá křesťanství, které vyznává 48,4 % Surinamců. Křesťané se nejvíce hlásí k protestantství, ze kterého převažuje pentekostalismus a Moravští bratři. Velkou část křesťanů zastupují také římští katolíci. Po křesťanství je dalším největším náboženstvím hinduismus s 22,3 % a mezi jeho vyznavače patří především Hindustánci. Nezanedbatelnou část věřících tvoří sunnitský islám, jenž praktikuje 13,9 % obyvatel. Méně jsou potom zastoupena tradiční náboženství. Ateisté tvoří 7,5 %.

### Jazyk
V Surinamu se mluví dvaadvaceti jazyky, ale úředním i sjednocujícím z nich je nizozemština, která je jediným oficiálním jazykem používaným ve školství, vládě a médiích. Velmi rozšířeným jazykem je také sranan, což je původně jazyk otroků, který získal na oblibě hlavně v 80. letech 20. století, kdy vojenský diktátor Dési Bouterse své projevy přednášel právě v tomto jazyce. Ve 21. století se objevily první pokusy sestavit anglicko-srananský slovník, avšak tato snaha je stále do dnešních dní doprovázena problémy, protože sranan nikdy neměl pevně ukotvenou psanou formu. Dobrou pozici ve společnosti má rovněž angličtina, kterou lze sporadicky zaslechnout v médiích.

## Surinam a Moravané
Moravské stopy v Surinamu se datují do roku 1737, kdy zde založili Moravští bratři z Herrnhutu několik misijních stanic, mnozí misionáři byli exulanty z rekatolizované Moravy. Někteří z nich se dostali až na surinamské plantáže, kde usilovali o vzdělávání černošských otroků, nicméně vlastníci plantáží jejich nadšení mnohdy nesdíleli, což pro některé misionáře končilo i smrtí. Na jiných plantážích však vlastníci takový odpor nekladli, naopak nepříjemnou překážkou byl fakt, že otroci se svým společenským postavením natolik smířili, že o „spasení“ zkrátka vůbec nestáli. Po neúspěchu se přemístili mezi místní domorodce, kde pochodili u surinamského kmene Maronů. Moravští bratři se dokonce stali jakýmisi „prostředníky“ při vyjednávání s guvernérem kolonie a maronským náčelníkem, který se obával, že by Nizozemci mohli společného setkání využít a svých neshod s kmenem se jednoduše zbavit jeho vraždou.
V jiných domorodeckých kruzích už však nikterak zvlášť úspěšní nebyli; často se stávalo, že domorodci misionáře nařkli z čarodějnictví a zabili, anebo za cestou do vnitrozemí k nim podléhali nemocem. Mnozí z misionářů své snahy tedy vzdali a rozhodli se vrátit do Evropy, či usídlit v Paramaribu, kde se část skupiny uchytila v krejčovství.

## Kultura

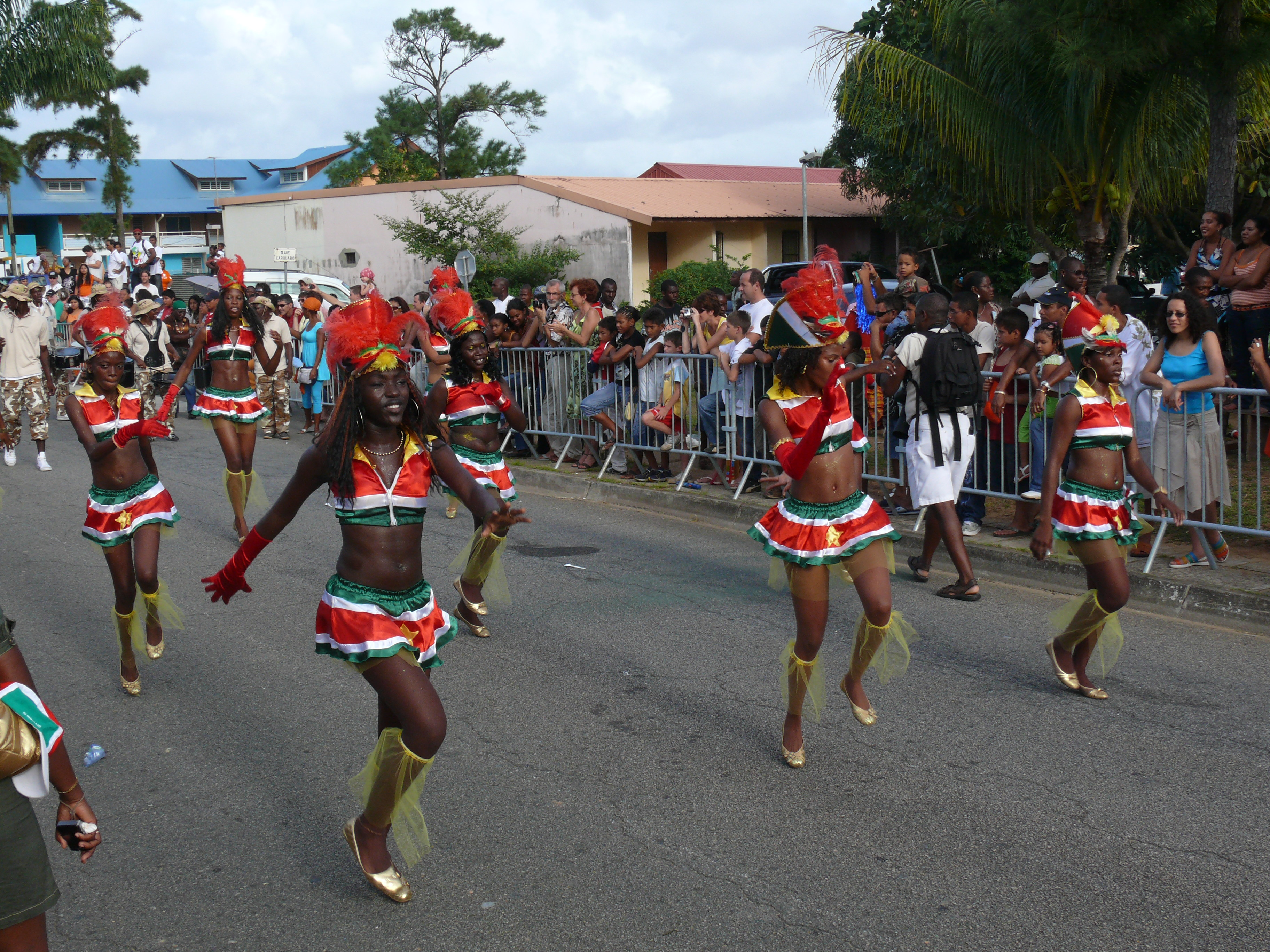
Surinamské dívky slavící festival

Původní obyvatelé vyznávají své původní zvyky; dominují především rituální zpěvy s příběhem, který v sobě nese prvky nadpřirozena. Nadpřirozené vlastnosti však zná jenom šaman, označovaný jako pyjai, který je ve všech domorodeckých kruzích zprostředkovává ostatním členům kmene. Naopak kultura někdejších surinamských otroků je bližší africkému způsobu života. Důležitým aspektem je hudba a tanec wintiprei během něhož se tanečníci dostanou do transu a duchové se zmocní jejich těl. Indičtí potomci pro změnu dbají na tradice vycházející z hindského eposu Rámajána a slaví hindské svátky. Javánci jsou známí pro svoje stínové divadlo wayang a tanec jaran kepang; přeložitelný jako „koňský tanec“.
Čínská, libanonská a židovská kulturní specifika se do surinamského způsobu života nijak výrazně neprojevila. 

### Kuchyně
Ani surinamská kuchyně neunikla pluralitě kultur, a tak je zdejší gastronomie skutečně mnohotvárná; prolínají se v ní africké, čínské, francouzské, indiánské, indické, javánské, libanonské, nizozemské a židovské vlivy. S ohledem na nizozemskou koloniální minulost v Surinamu existuje populární rčení: „Surinamci sice mluví nizozemsky, ale rozhodně nizozemsky nejedí.“ Základní plodinou pro mnohá jídla je okopanina maniok, kterému Surinamci říkají cassava a jeho dějiny v gastronomii sahají až k předkolumbovským dobám, kdy z něj domorodci pekli, dnes velmi oblíbený, maniokový chléb označovaný Surinamci jako baka-kesaba. Vedle manioku dalšími základními plodinami jsou rozličné druhy fazolí, kukuřice, ananasy, arašídy a zázvor, ze kterého se peče chléb gemberbler mající původ v Evropě.
Asijské vlivy se v surinamské gastronomii projevily roku 1840, kdy sem dorazili první Číňané, kteří s sebou přivezli i tradiční recepty, ze kterých se dodnes připravuje tzv. hořký meloun a kachní klobásy, jež se nadále dochucují různými druhy koření. Složení koření, a tak i jeho chuť ovlivnili výrazně indické vlivy, proto se surinamská kuchyně od zbytku jihoamerických gastronomií odlišuje svou pikantností. Javánci do asijsko-surinamské kuchyně přispěli nudlovými pokrmy, rýžovými koláčky, krevetovou pastou a smaženými banány. Z libanonského vlivu jsou oblíbené ostré masové kuličky, které se mohou podávat s dušenými zelnými závitky.
Unikátním surinamským pokrmem je pom a pie, což je typ zapékaného koláče z kuřecího masa, černých fazolí a kořene árónovitých čeledí rostlin. Nakonec se polévá se pomerančovou šťávou.
Židovské stopy v kuchyni lze vystopovat hlavně v technikách přípravy pokrmů. Židé v Surinamu právě jako první vystavěli domácí cihlové pece a taky zde zavedli způsob solení, kterým se v Surinamu konzervují masná jídla.

### Sport
Mezi populární sporty v Surinamu patří zejména míčové hry, především košíková a fotbal. Poměrně velké množství fotbalistů reprezentujících nizozemský národní tým je surinamského původu; jmenovitě kupříkladu Frank Rijkaard, Gerald Vanenburg, Romeo Castelen či Ruud Gullit. V Jižní Americe nepříliš častým míčovým sportem v Surinamu zůstal z dob nizozemské éry také korfbal. Surinam společně s Argentinou a Brazílií tvoří trojici států, které jako jediné z jihoamerického kontinentu patří pod Mezinárodní korfbalovou federaci. V roce 2019 se Mistrovství světa IKF v korfbalu Surinam utkal s Českou republikou. Utkání skončilo výsledkem 18-5 pro surinamský tým a umístil se na šestém místě.
Dalším oblíbeným sportem je badminton, kde slaví úspěchy i sportovkyně. Nejúspěšnější z nich je Crystal Leefmansová, která roku 2010 v Jihoamerických hrách v Medellínu získala bronzovou medaili. Za zmínku stojí rovněž Oscar Brandon, který jako první hráč reprezentoval Surinam v badmintonu na Letních olympijských hrách 1996. Druhým a zatím posledním surinamským badmintonistou, který se účastnil olympiády za svoji zem, byl Virgil Soeroredjo roku 2012.
Nejznámějším sportovcem v Surinamu je bezpochyby Anthony Nesty a to díky svému výkonu v roce 1988 na olympiádě v Soulu, kdy na trati 100 m motýlek vybojoval zlatou medaili, čímž se stal doposud jediným surinamským olympijským vítězem.

### Surinam v literatuře
Na rozdíl od jiných nizozemských koloniích v Americe se ve druhé polovině 18. století v Surinamu rozšířila tzv. „plantážní literatura“, která sledovala, jak již název napovídá, nelehký život na surinamských plantážích. Jedním z takových autorů byl amsterdamský rodák Paul François Roos, jenž se v Surinamu nakonec usadil a napsal rozsáhlý epos o konfliktu s Marony.
V roce 2004 vyšel v Nizozemsku „dokumentární román“ Annejet van der Zijlové Sonny Boy. Na základě archivních materiálu a doložených svědectví rekonstruuje neobyčejný příběh Waldemara ze Surinamu a Riky z Haagu, kteří za druhé světové války ukrývali v Haagu Židy. Sonny Boy byl přeložen do mnoha jazyků a v roce 2010 vyšel v nakladatelství Barrister & Principal také česky. Podle románu byl natočen stejnojmenný film s premiérou 27. ledna 2011.